# Macromitrium subdiscretum
Macromitrium subdiscretum är en bladmossart som beskrevs av Robert Statham Williams 1903. Macromitrium subdiscretum ingår i släktet Macromitrium och familjen Orthotrichaceae. Inga underarter finns listade i Catalogue of Life.